# Medalha "Pelo Trabalho Valente na Grande Guerra Patriótica 1941–1945"
A Medalha "Pelo Trabalho Valente na Grande Guerra Patriótica 1941–1945" (em russo:  Медаль «За доблестный труд в Великой Отечественной войне 1941—1945 гг.») foi um prêmio de trabalho civil da Segunda Guerra Mundial da União Soviética estabelecido em 6 de junho de 1945 por decreto do Presidium do Soviete Supremo da União Soviética para reconhecer o trabalho valente e altruísta dos cidadãos soviéticos na vitória da União Soviética sobre a Alemanha nazista na Grande Guerra Patriótica. Seu estatuto foi posteriormente alterado por decreto do Presidium do Soviete Supremo da URSS em 18 de julho de 1980.

## Estatuto da medalha
A Medalha "Pelo Trabalho Valente na Grande Guerra Patriótica 1941–1945" foi concedida pelo trabalho de guerra de um ano ou seis meses (no caso de veteranos deficientes), para:
- trabalhadores, pessoal técnico e empregados da indústria e dos transportes;
- agricultores e especialistas agrícolas;
- trabalhadores da ciência, tecnologia, artes e literatura;
- funcionários do partido, do sindicato e de outras organizações cívicas soviéticas.

A entrega da Medalha "Pelo Trabalho Valente na Grande Guerra Patriótica de 1941–1945" foi entregue pelos comitês executivos dos soviéticos municipais e distritais com base em documentos emitidos pelos chefes de empresas, instituições, partido, governo, sindicatos e outras organizações cívicas. As listas apresentadas para a atribuição da medalha foram analisadas e aprovadas:
- para trabalhadores de empresas industriais, transportes e fazendas — os Comissários do Povo da União [Soviética] e os Comissários do Povo Republicano;
- para trabalhadores de fazendas coletivas, cooperativas e do partido dos trabalhadores, soviéticos, sindicais e outras organizações públicas — o Presidium do Soviete Supremo da União (não dividido em regiões), e as repúblicas autônomas, os presidentes de comitês executivos de sovietes regionais e territoriais;
- para os trabalhadores da ciência, tecnologia, artes e literatura — os presidentes dos comitês sob o SNK (Sovnarkom) e os chefes dos departamentos sob o sindicato do PCC[desambiguação necessária] e repúblicas autônomas, e o presidente do Presidium da União dos Escritores Soviéticos.[2]

A concessão da Medalha "Pelo Trabalho Valente na Grande Guerra Patriótica 1941–1945" foi concedida em nome do Presidium do Soviete Supremo pelos comitês executivos dos soviéticos regionais, distritais e municipais na área de residência do destinatário.
A Medalha "Pelo Trabalho Valente na Grande Guerra Patriótica 1941–1945" era usada no lado esquerdo do peito e quando na presença de outras ordens e medalhas da URSS, era localizada imediatamente após a Medalha "Pela Libertação de Praga". Se usado na presença de prêmios da Federação Russa, estas têm preferência.
Cada medalha vinha com um atestado de premiação, este atestado vinha na forma de um pequeno livreto de papelão de 8 cm por 11 cm com o nome do prêmio, os dados do destinatário e um carimbo oficial e assinatura no interior.

Documento de atestação da Medalha Pelo Trabalho Valente na Grande Guerra Patriótica 1941–1945 (capa e páginas internas)
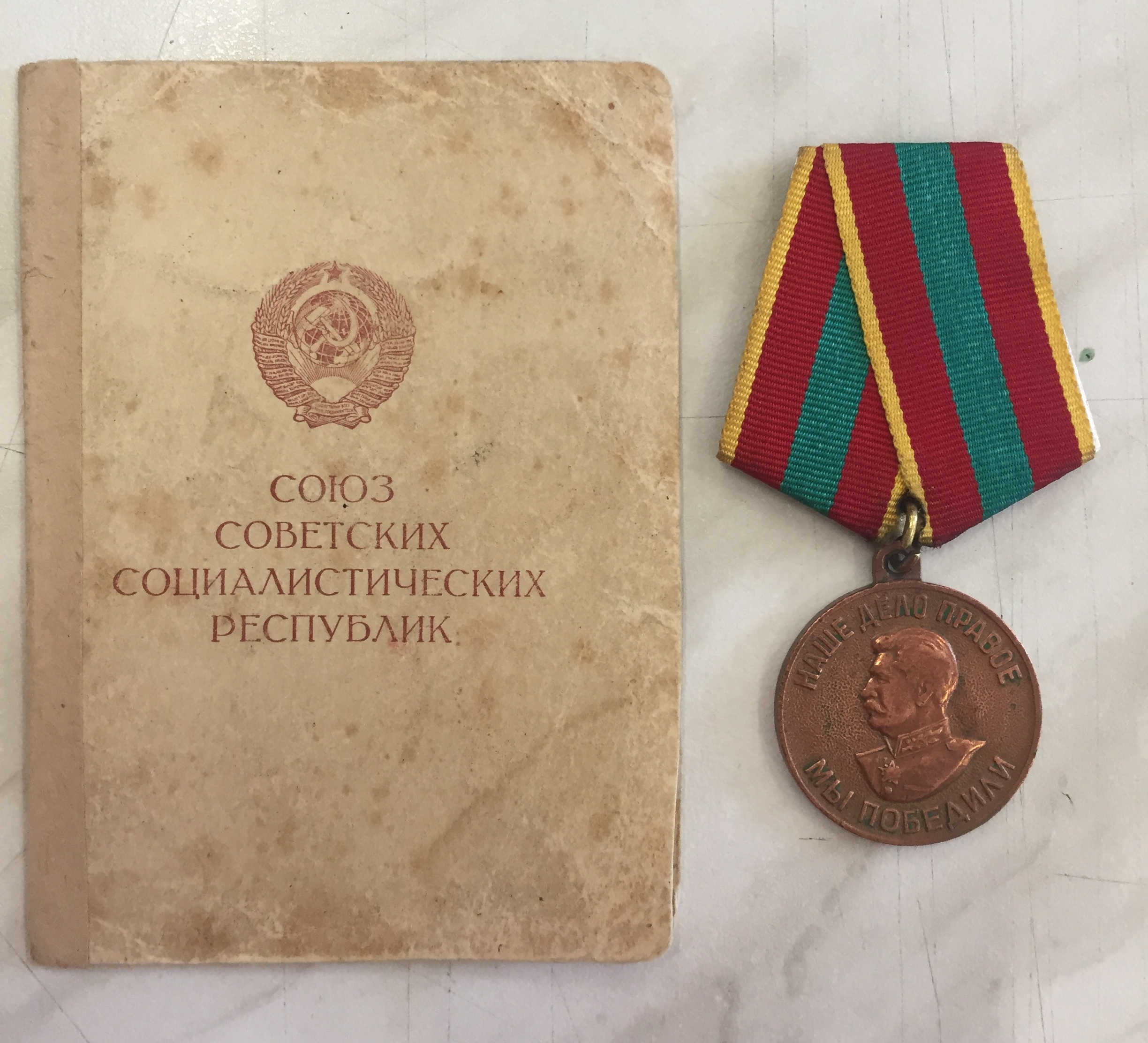
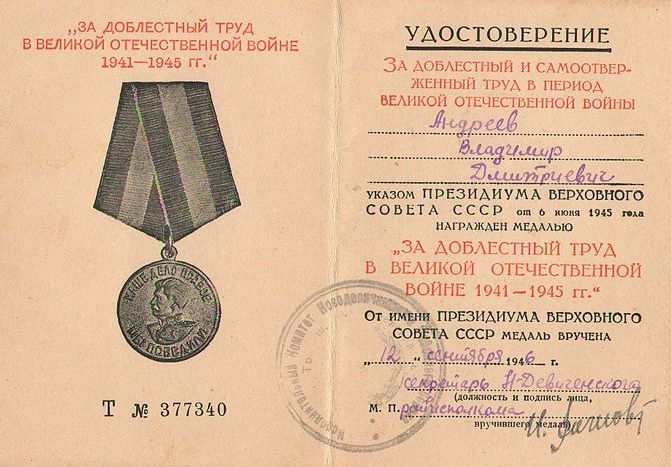

## Descrição da medalha
A Medalha "Pelo Trabalho Valente na Grande Guerra Patriótica 1941-1945" era uma medalha de cobre circular de 32 mm de diâmetro com uma borda elevada em ambos os lados. No verso, o busto em perfil esquerdo de Joseph Stalin vestindo o uniforme de um Marechal da União Soviética, ao longo da circunferência superior da medalha, a inscrição em relevo "NOSSA CAUSA É JUSTA" (russo: «НАШЕ ДЕЛО ПРАВОЕ») ao longo da circunferência inferior da medalha, a inscrição em relevo "NÓS GANHAMOS" («МЫ ПОБЕДИЛИ»). No verso, ao longo da circunferência superior da medalha, a inscrição em relevo "PELO TRABALHO VALIOSO" («ЗА ДОБЛЕСТНЫЙ ТРУД») no centro, sob um martelo e foice em relevo, a inscrição em quatro linhas "A GRANDE GUERRA PATRIÓTICA 1941–1945" («В ВЕЛИКОЙ ОТЕЧЕСТВЕННОЙ ВОЙНЕ 1941–1945 ГГ.») e na parte inferior, uma pequena estrela de cinco pontas em relevo.
A Medalha "Pelo Trabalho Valente na Grande Guerra Patriótica 1941–1945" era presa por um anel através da alça de suspensão da medalha a uma montagem pentagonal soviética padrão coberta por uma fita de seda vermelha moiré de 24 mm com listras amarelas de 2 mm de largura e 7 mm de largura na faixa central verde.
| Anverso | Reverso | Close-up do reverso |
| ------- | ------- | ------------------- |
|         |         |                     |

## Recipientes (lista parcial)
Os indivíduos abaixo receberam a medalha "Pelo Trabalho Valente na Grande Guerra Patriótica 1941-1945".
- Quinto Secretário-Geral do Partido Comunista da União Soviética Konstantin Ustínovitch Chernenko
- Violoncelista e maestro Mstisláv Leopóldovitch Rostropóvitch
- Físico Aleksandr Mikhailovich Prokhorov
- Operário de fábrica em tempo de guerra, mais tarde cosmonauta Pavel Ivanovich Belyayev
- Compositor Aram Ilyich Khachaturian
- Pintor e artista gráfico Irakli Moiseevich Toidze
- Físico teórico, astrofísico e vencedor do Prêmio Nobel Vitaly Lazarevich Ginzburg
- Compositor, pianista e líder da União dos Compositores Soviéticos Tikhon Nikolayevich Khrennikov
- Engenheiro de foguetes Valentin Petrovich Glushko
- Poetisa e locutora de rádio de Leningrado dos tempos de guerra, Olga Feodorovna Bergholz
- Presidente da Academia de Ciências da Ucrânia Oleksandr Oleksandrovych Bohomolets
- Artista do Povo da URSS Nikolay Aleksandrovich Annenkov
- Fundador da neurocirurgia russa Nikolay Nilovich Burdenko
- Artista do povo da URSS Oleg Aleksandrovich Strizhenov
- Diretor de cinema, editor e roteirista Georgi Nikolaevich Vasilyev
- Major-general Alexander Nikolaevich Poskrebyshev
- Escritor Alexander Serafimovich Popov
- Cristalógrafo, geoquímico, acadêmico e Herói do Trabalho Socialista Nikolay Vasilyevich Belov
- Engenheiro de fábrica de artilharia em tempo de guerra, Sergey Alexandrovich Afanasyev
- Membro do Teatro do Exército Russo de Moscou por 60 anos, o ator Vladimir Mikhailovich Zeldin